# プラスチューン
プラスチューンとは、自動車のオルタネータのプラス電極と、車両に搭載されたバッテリーとの間に、もともとの配線とは別に配線を追加するものである。マイナス電極側を強化するアーシングの対義であり、プラス電極側の強化策として扱われるため、プラシングとも呼ばれる。

## 概要
「電気が流れる」とは、実際には電子が移動する事であり、流れる電子の量は導電体の素材・断面積である程度決まっている。
アーシングでマイナス側を強化し、効果が実感できたとしたら、それは「本来の電子の移動を保証するだけの導電体が確保できた」ことになる。
そこで、「電力の唯一の供給源であるオルタネータと、バッテリのプラス電極を同じように補強してやればより一層の効果があるのではないか」というものがプラスチューンである。
アーシングで補完、強化されたマイナス側がある事が前提であるが、プラシングはアーシング以上に効果を体感できるとの意見もあり、車種別に効能の差が当然あり、効果がないとする車種もある。

## プラスチューンのできない車両
- オルタネータとレギュレータが別体構造の車種（オルタネータからの出力電圧が車両の規定電圧を大きく超えるものである可能性がある）
- 負荷に応じた発電機制御を行う車種（発電機はベルトで駆動させる負荷部品であるので、この発電量を可変制御することで燃費の向上を図る車種が存在する）

## 効果が薄らぐ車両
- コンデンサチューンとの併用（発電量をモニタリングしている車種の場合、コンデンサへの蓄電がバッテリーの満タン状態と誤認識しアイドル回転数を下げるなどドライバビリティに影響が出る）